# Norbert Brock
Norbert Brock (* 26. Mai 1912; † 25. Juni 2008) war ein deutscher Pharmakologe und Krebsforscher. Brock arbeitete für die Bielefelder ASTA-Werke, für die er Cyclophosphamid-Zytostatika entwickelte.
1987 erhielt er den Deutschen Krebspreis. 1995 erhielt er die Schmiedeberg-Plakette der Deutschen Gesellschaft für Experimentelle und Klinische Pharmakologie und Toxikologie sowie den mit 100.000 US-Dollar dotierten Kettering-Preis der General Motors Cancer Research Foundation für seine Verdienste in der Forschung zur Krebstherapie.
Brock war seit 1930 Mitglied der katholischen Studentenverbindung KDStV Hercynia Freiburg im Breisgau.